# أسوار 3 (مسلسل)
مسلسل أسوار هو مسلسل إنتاج سنة 2010 سعودي، إخراج: محمد العلمي، مخرج منفذ كمال الحسون، وتأليف حسن عسيري، قصة وسيناريو وحوار عادل الجابري.

## قصة
تتمحور أحداث العمل حول عائلة رجل عصامي ومثالي في علاقته مع أسرته، وبموت هذا الرجل العصامي (الأب) يدخل العم إلى حياة هذه الأسرة، ويسهم في تشتيتها بسبب أحقاد دفينة وقديمة بينه وبين الأب.. وتنقلب حياة الأسرة رأسا على عقب بغياب الأب الذي كان يمثل النموذج لجميع العائلة، ويصبح الجميع بشكل أو بآخر ضحية للعم، وخاصة الأم التي تنهار ثقتها بالأب بعد وفاته.. وكذلك ابنتها التي تجبر على التخلي عن زوجها الذي عاشت معه قصة حب كبيرة بعد زواجها منه، ويركز العمل بشكل عام على العلاقات ذات الطابع الإنساني؛ كالوفاء والحب والتضحية التي تتجسد بأشكال عدة عبر مسارات العمل المختلفة، أما «أسوار 3»، فقرر محمد العلمي مخرج العمل، أن يخرج من إطار الصدمات ليقدم عمل أكثر نعومة، ليحمل المسلسل أيضا رسالة هادفة للمجتمع، من خلال الصور القصصية العاطفية، التي نجح المخرج في توجيهها من خلال صياغة درامية رائعة، بعد أن اجتمعت عوامل النجاح من خلال أركان العمل الأساسية التي ارتكز عليها العمل.

## بطولة
الممثلون:
- علي السبع.
- محمد الحجي.
- تركي اليوسف.
- مروة محمد.
- أحمد الحازمي.
- دريعان الدريعان.
- طارق الحربي.
- شعيفان محمد.
- غزلان.
- سناء إبراهيم.
- باسمة حمادة.
- شمعة محمد.